# 利川绣球
利川绣球（学名：Hydrangea linkweiensis var. subumbellata）为绣球花科绣球属下临桂绣球（Hydrangea linkweiensis）的一个变种。

## 扩展阅读
- 維基物種上的相關：利川绣球